# 丰广站
丰广站，位于中华人民共和国吉林省吉林市龙潭区缸窑镇，是吉舒铁路上的火车站，建于1960年，由沈阳铁路局管辖。

## 車站周邊
- 天昌小学

## 歷史
- 建于1960年。

## 业务办理
客运办理旅客乘降，行李，包裹托运业务。货运业务办理整车货物到发业务。

## 外部連結
- 中国铁路客户服务中心（页面存档备份，存于）